# Залізне (село)
Залізне — село в Україні, у Фастівському району Київської області. Входить до складу Глевахівської селищної громади. Населення становить 373 осіб. До 2020 року належало до Крушинської сільської ради. Історична назва - хутір Залізний.

## Географія
На південному сході від села бере початок річка Очеретянка, яка на південно-східній околиці Васильківа впадає у Стугну.

## Релігія
У селі діє громада УПЦ КП. 18 липня 2015 року митрополит Переяслав-Хмельницький і Білоцерківський Епіфаній звершив у селі освячення новозбудованого Петро-Павлівського храму. Торжество зібрало велику кількість людей не лише з Залізного, але й з Крушинки та навколишніх сіл, включно з сільським головою Василем Боброніцьким та представниками Васильківської райдержадміністрації.